# Гришковец, Евгений Валерьевич

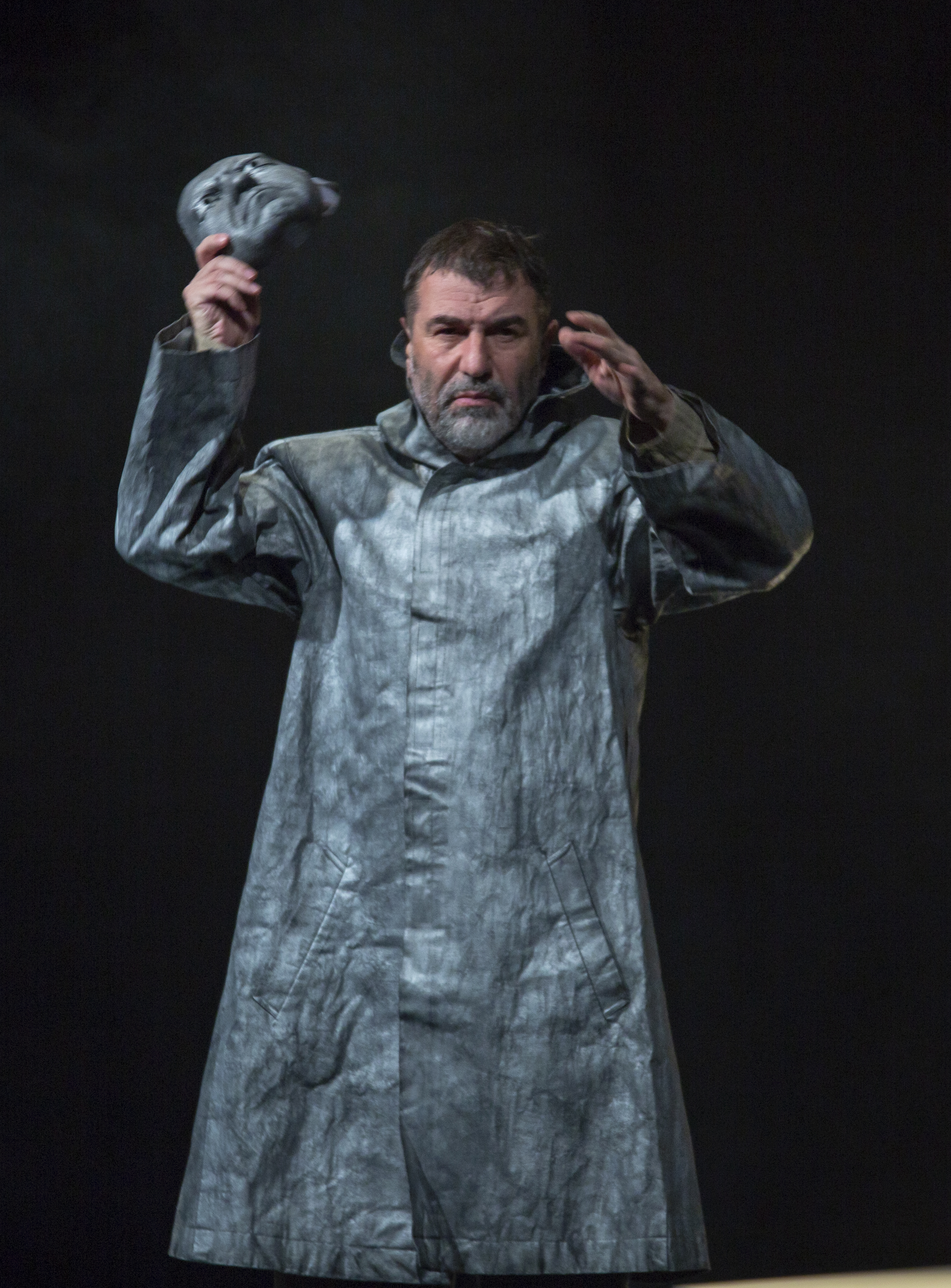
Евгений Гришковец. Моноспектакль в Израиле

Евге́ний Вале́рьевич Гришкове́ц (род. 17 февраля 1967, Кемерово) — российский драматург, театральный режиссёр и киноактёр, музыкант, писатель, телеведущий.

## Биография

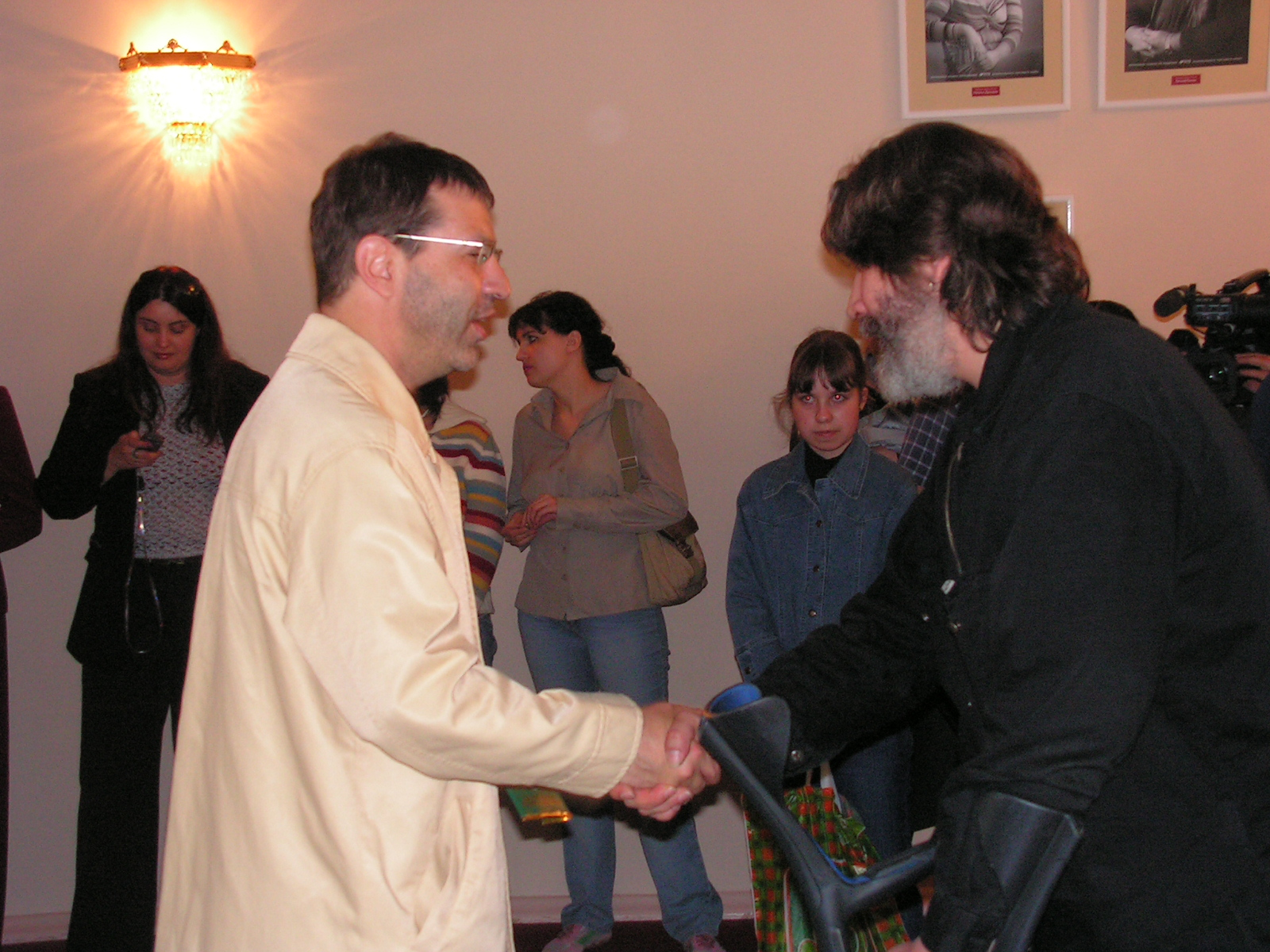
Евгений Гришковец после пресс-конференции в Тольятти беседует с драматургом Вадимом Левановым.

Евгений Гришковец родился 17 февраля 1967 года в  городе химиков Кемерово (Кемеровская область, РСФСР, СССР).
В один из периодов своего детства, будучи школьником, Евгений Гришковец со всей семьёй переезжает в Ленинград, так как отец Евгения Гришковца, Валерий Гришковец, оканчивал в Ленинграде ФИНЭК. Спустя некоторое время, семья Евгения Гришковца снова переезжает в Кемерово. В 1984 году окончил среднюю школу и поступил на филологический факультет Кемеровского государственного университета. Со второго курса был призван на военную службу. Окончил университет в 1990 году.
Служил на Тихоокеанском флоте на острове Русский и в посёлке Заветы Ильича Советско-Гаванского района. В это время принимал участие в концертах художественной самодеятельности. Занимался в театральной студии и играл в университетском театре пантомимы.
Летом 1990 года пытался эмигрировать на Запад, но вскоре изменил решение.
В 1990 году организовал в Кемерове независимый театр «Ложа», в котором за 7 лет было поставлено 10 спектаклей, ставших одними из главных событий культурной жизни города. 
В 1998 году переехал в Калининград. Тогда же представил в Москве на зрительский суд свой первый моноспектакль «Как я съел собаку», за который в 2000 году был удостоен национальной театральной премии «Золотая маска» в номинациях «Новация» и «Приз критиков».
Проживая в Калининграде, Гришковец часто бывает на гастролях со своими театральными работами в городах России и Европы, принимая участие во многих театральных фестивалях (в Авиньоне, Вене, Париже, Брюсселе, Цюрихе, Мюнхене, Берлине). Илья Викторович Смирнов отмечал: "У него на гастролях самый главный вопрос — перевод. Он месяцами работает с переводчиками, чтобы найти эквивалент для «мокрых листьев под ногами осенью, когда идёшь в школу».
Кроме пьес, Гришковец пишет книги и записывает музыкальные альбомы.
С января 2006 по март 2007 года Гришковец вёл на телевидении авторскую передачу — «Настроение с Евгением Гришковцом» на телеканале СТС. В рамках своей передачи за 2 минуты он читал по одному монологу на разные темы.
В феврале 2011 года объявил о закрытии своего блога в «Живом Журнале» и начале публикации записей на сайте odnovremenno.com. Туда же перенесён архив записей из «Живого Журнала».
Летом 2012 года Евгений Гришковец принимает участие в экспедиции под названием «Русская Арктика» в дальнее Заполярье на судне «Профессор Молчанов». Изначально экспедиция имела одну цель: высчитать всех белых медведей. Во время экспедиции Е. В. Гришковец ведёт дневник, который в дальнейшем войдёт в книгу «Почти рукописная жизнь».
В мае 2018 вошел в шорт-лист литературной премии «Большая книга» с романом «Театр отчаяния. Отчаянный театр».
В декабре 2021 года возглавил Общественный совет при ФСИН, сменив на этом посту скончавшегося летом Владимира Меньшова, при этой должности Гришковец планировал провести большую гуманистическую работу. 23 июня 2023 года Гришковец покинул пост по собственной инициативе, заявив что не сумел добиться поставленных целей.
С августа 2017 года внесён в украинскую базу «Миротворец». В январе 2023 года выступил в новосибирском военном госпитале перед участниками военного вторжения на Украину.
Почётный гражданин города Калининграда (2011).

### Семья
- Жена Елена, трое детей[17]:
  - Наталия (1995 г. р.);
  - Александр (2004 г. р.);
  - Мария (2010 г. р.).
- Прапрадед — Пётр Иванович Гришковец, выходец из Черниговской губернии.
- Прапрадед — Пётр Фролович Шарапов, шахтёр.
- Прабабушка по деду со стороны отца — Таисия Петровна Шарапова (1894—1945), член Кемеровского горкома ВКП(б), мать пятерых детей. В 16 лет переехала в Кузбасс, ламповщица.
- Прадед по отцовской линии — Василий Петрович Гришковец (1884, Покровское, Алтайский край — 1920), шахтёр, обслуживал канатную дорогу на реке Томь.
- Прадед — Михаил Аркадьевич Неводчиков (1898, Екатеринбургская губерния — 1953), солдат армии Колчака, в 1942 году его арестовали и сослали в лагеря на 10 лет.
  - Дед — Борис Васильевич Гришковец (1919, Щеглов — 1993), окончил ТомГУ, директор школы.
  - Бабушка — Софья Ароновна Хаулина (р. 1921, Мариинск), учительница биологии.
  - Мать — Софья Николаевна Цыганенко (р. 1946), доцент.
  - Отец — Валерий Борисович Гришковец (р. 1946, Кемерово), кандидат экономических наук.
- Брат — Алексей Валерьевич Гришковец.

## Творчество

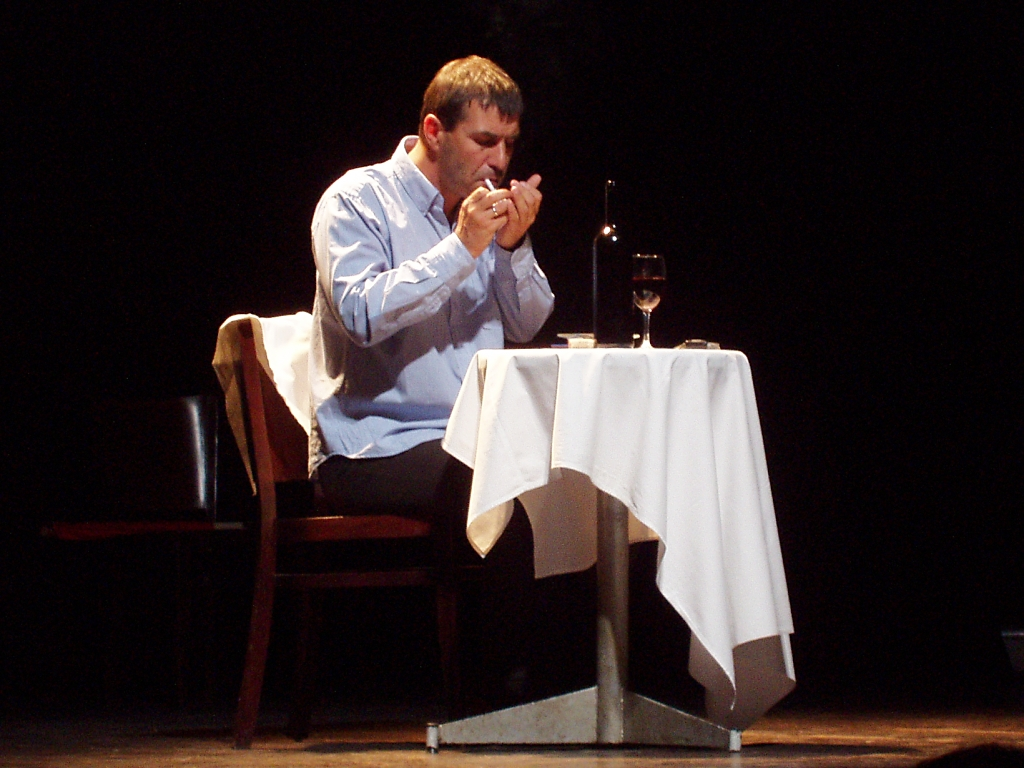
Евгений Гришковец в пьесе «Дредноуты»

### Спектакли
- 1998 — «Как я съел собаку».
- 1999 — «ОдноврЕмЕнно», «Зима», «Записки русского путешественника».
- 2001 — «Город», «Планета», «Дредноуты»[18].
- 2003 год — моноспектакль «Как я съел собаку» выпущен в виде аудиокниги.
- 6 октября 2003 — премьера спектакля «Осада» в Москве.
- Май 2004 — Венский фестиваль, спектакль «Дядя Отто болен».
- 2005 — «По По» (третья редакция написанной ещё во времена «Ложи» пьесы).
- 2009 — «Дом» (в соавторстве с Анной Матисон).
- Май 2009 года — премьера спектакля «+1».
- 28 сентября 2012 — премьера спектакля «Прощание с бумагой».
- 1 марта 2015 — премьера спектакля «Шёпот сердца».
- 24 марта 2017 — премьера спектакля «Весы» в МХТ им. Чехова.
- 13 апреля 2018 — премьера спектакля «Предисловие».
- 17 февраля 2021 года в Московском театре имени Пушкина состоялась премьера спектакля «Между делом»[19].
- 3 ноября 2023 года в ТЦ на Страстном состоялась премьера монолога-концерта "Порядок слов".
- в феврале 2025 год состоялась премьера спектакля «Когда я боюсь».

Моноспектакли «Как я съел собаку», «ОдноврЕмЕнно», «Дредноуты», «+1», «Прощание с бумагой», «Шёпот сердца», «Предисловие», «Когда я боюсь» Евгений Гришковец исполняет самостоятельно; «Планета», «По По», «Титаник» — в составе труппы; некоторые («Осада», «Зима» и др.) идут на сценах различных театров в постановке других режиссёров.
Как сказал сам Гришковец о своём месте в современном искусстве: «Я считаю, что я принадлежу важному направлению российской гуманистической литературы. Это от Бунина, Чехова».

### Книги
- Первая книга —«Рубашка»[20] — была выпущена в апреле 2004 года издательством «Время», Москва.
- Вторая книга — «Реки» — вышла в московском издательстве «Махаон» в апреле 2005 года.
- В 2005 году также выпущена книга «Зима», в которой собраны на тот момент все пьесы Евгения Гришковца.
- В апреле 2006 года издательством «Махаон» выпущена четвёртая книга «Планка», состоящая из нескольких рассказов.

«В новых рассказах Евгения Гришковца можно расслышать эхо Чехова, Шукшина и его собственных пьес-монологов. Он писал и продолжает писать современные истории о смешных и трагических пустяках, из которых состоит наша жизнь. Бытовая ссора, хронический недосып, разбитая банка с маринованными огурцами… Любая ерунда под пристальным взглядом писателя приобретает размах почти эпический, заставляет остановиться на бегу и глубоко-глубоко задуматься. Рассказы эти — лучшая терапия для человека, задёрганного будничной гонкой и забывающего смотреться в зеркало. Посмотришь — и кажется, что жизнь твоя не так уж бессмысленна. Её есть за что полюбить»— Ян Шенкман, «Независимая газета»
- В сентябре 2007 года издательством «Махаон» выпущена пятая книга Евгения Гришковца — «Следы на мне», состоящая из девяти, казалось бы, не связанных напрямую друг с другом рассказов, но документально повествующих о детстве и юности писателя. «Имена, события, факты и географические названия реальны. Всё остальное — литература», — говорит о своей книге Гришковец. В 2008 году вышла аудиокнига «Следы на мне» в авторском исполнении.
- 1 апреля 2008 года в открытую продажу поступила шестая книга Евгения Гришковца «Асфальт». Как и предыдущие, выпущена она издательством «Махаон». В центре сюжета жизнь и переживания Миши — бизнесмена средней руки, зарабатывающего изготовлением дорожных знаков и разметкой дорог. В спокойную и размеренную жизнь главного героя врывается страшное известие: покончила с собой его давняя и близкая подруга-товарищ Юля. Произошедшее ломает его долго и тщательно выстраиваемый уклад жизни. Работа, жена, дети, друзья, прошлое, жизнь… Миша смотрит на всё это под другим углом. Через всю книгу проходит Юля и её поступок.
- В 2008 году выпущена книга «Год жжизни», которая основана на интернет-дневнике Евгения Гришковца,
- В 2009 году вышло её продолжение, «Продолжение жжизни».
- В мае 2010 года вышла книга «А…..а».
- В ноябре 2010 года вышла книга «Сатисфакция» (сценарий одноимённого фильма).
- В марте 2011 года в продаже появляется «151 эпизод ЖЖизни», продолжение интернет-мемуаров.
- В 2012 и 2013 году появляются ещё две книги, созданные на основе дневника Евгения Гришковца: «От жжизни к жизни» и «Почти рукописная жизнь».
- В апреле 2014 года выходит сборник «Боль», состоящий из повести и двух рассказов, и пьеса «Уик энд», написанная в соавторстве с Анной Матисон.
- Осенью 2015 года выходит в свет книга «Избранные записи», в неё вошли избранные записи из дневника Евгения Гришковца с 2007 по 2014 год.
- В феврале 2017 года появляется ещё одна книга на основе дневника, «Лето-лето и другие времена года».
- В начале 2018 года опубликован сборник пьес «Весы и другие пьесы».
- В мае 2018 года вышел третий роман Гришковца «Театр отчаяния. Отчаянный театр. Мемуарный роман».
- В 2022 году вышел труд "Водка как нечто большее"
- В 2024 книга "Порядок слов"

### Романы
- 2004 — «Рубашка»
- 2008 — «Асфальт»
- 2018 — «Театр отчаяния, или Отчаянный театр»

### Повести
- 2005 — «Реки»
- 2010 — «А.....а»

### Эссе
- 2012 — «Письма к Андрею. Записки об искусстве»[21][22]
- 2020 — «Водка как нечто большее»

### Пьесы
- 1998 — «Как я съел собаку».
- 2001 — «Планета»
- 2001 — «Город»
- 2002 — «Титаник»
- 2005 — «Зима»
- 2005 — «По По»
- 2008 — «Дредноуты»
- 2009 — «ОдноврЕмЕнно»
- 2009 — +1
- 2010 — «Сатисфакция»
- 2012 — «Прощание с бумагой»
- 2014 — «Уик энд»
- 2015 — «Шёпот сердца»
- 2018 — «Весы и другие пьесы»
- 2018 — «Предисловие»
- 2020 — «Между делом»[23]

### Сборники
- 2006 — «Планка»
- 2007 — «Следы на мне»
- 2014 — «Боль»
- 2020 — «Узелки»
- 2022 — «Водка как нечто большее»
- 2024 — «Порядок слов»

### Книги, основанные на дневниковых записях в «Живом Журнале»
- 2008 — «Год жжизни»
- 2009 — «Продолжение жжизни»
- 2011 — «151 эпизод жжизни»
- 2012 — «От жжизни к жизни»
- 2013 — «Почти рукописная жизнь»
- 2014 — «Одновременно: жизнь»
- 2015 — «Избранные записи»
- 2017 — «Лето — лето и другие времена года»

## Музыка
В декабре 2002 года Гришковец записал совместно с группой «Бигуди» первый музыкальный альбом «Сейчас». В дальнейшем были записаны ещё три альбома.

Я петь не умею. Не то чтобы не умею, а совсем не пою. Мне нравится, как поют другие, и самому хотелось бы петь. Но и первый, и второй альбомы с «Бигуди» — это как раз голос непоющего человека, который может (я так надеюсь, во всяком случае, меня эти две пластинки сильно успокаивают)… может успокоить ещё не одну тысячу человек из тех, которые хотят петь, но петь никогда не смогут. Не потому, что это никому не надо, а потому, что нет голоса, слуха и так далее.
— Евгений Гришковец
В 2008 году Евгений записал с Ренарсом Кауперсом кавер-версию «На заре» группы «Альянс».
В 2012 году проект «Гришковец и „Бигуди“» прекратил своё существование.
В этом же году Евгений Гришковец начал музыкальное сотрудничество с грузинской группой «Мгзавреби». Запись первого совместного концерта Гришковца и группы «Мгзавреби» в Москве, который состоялся 15 июня 2013 года в клубе «Б2», доступна на портале Planeta.ru.

### Дискография

#### Совместные проекты с группой «Бигуди»
- 2003 — «Сейчас»
- 2004 — «Петь»
- 2006 — «Секунда» (макси-сингл)
- 2007 — «Секунда»
- 2010 — «Пусть песня доиграет» (макси-сингл)
- 2010 — «Радио для одного»
- 2019 — «Кто здесь вспомнит нас?» (EP)
- 2021 — «Человеку человек»

#### Совместный проект с группой «Мгзавреби»
- 2013 — альбом «Ждать-жить-ждать»

## Роли в кино
- 2002 — «Азазель» — Ахимас Вельде
- 2003 — «Прогулка» — Сева
- 2005 — «Не хлебом единым» — следователь
- 2005 — «В круге первом» — Галахов, писатель
- 2008 — «Тринадцать месяцев» — Штейн
- 2009 — «Московский фейерверк» — бригадир таджиков Амак
- 2009 — «Окна» — Александр Семёнович
- 2009 — «Настроение улучшилось» (короткометражка) — рассказчик (камео)
- 2010 — «Сатисфакция» — Александр Григорьевич Верхозин, крупный бизнесмен
- 2014 — «Я — местный. Кемерово» — (документальный фильм) —главный герой / рассказчик
- 2016 — «Разбуди меня» — Голова
- 2017 — «Частица вселенной» — отец Иоанн
- 2018 — «Короткие волны» — коллекционер
- 2018 — «Обычная женщина» — Артём Лавров, муж Марины
- 2021 — «Молоко» — Эксгибицонист, друг маммолога-эксгибициониста
- 2021 — «Инсомния» — Альберт, хозяин стрип-клуба
- 2022 — «Грозный папа» — Иван Грозный
- 2023 — «Чёрное облако» — патологоанатом

### Премии и награды
- 1999 — Премия «Антибукер» в номинации «Три сестры» (драматургия) за наброски к пьесам «Зима» и «Записки русского путешественника»[3].
- 2000 — Российская национальная театральная премия «Золотая маска» в категории «Драма» в номинации «Новация» и премия «Приз критики» в рамках этого же фестиваля — за моноспектакль «Как я съел собаку»[4].
- 2000 — Национальная премия «Триумф» (поощрительный грант)[5].
- 2004 (13 марта) — Показ всех моноспектаклей Евгения Гришковца в один день фестиваля «Золотая маска» внесён в книгу рекордов Гиннесса..
- 2007 — Медаль «Символ науки» в номинации «Символ науки — человек искусства» за 2006 год — за развитие научного мировоззрения в спектаклях «Планета» и «Одновременно», за символичную популяризацию знаний[24].
- 2007 — Премия «Русский бриллиант» в номинации «Исключительность»[25].
- 2009 — Премия «Серебряный слиток» радиостанции «Серебряный дождь» (выбор Алекса Дубаса) за роман «Асфальт»[26].
- 2011 — Звание «Почётный гражданин города Калининграда» (Решение № 266 от 7 сентября 2011 года)[27][28].
- 2018 — Нагрудный знак РФ «За вклад в российскую культуру» (Министерство культуры Российской Федерации)[29]

### Воинское звание
- За моноспектакль «Как я съел собаку» бывшему матросу Евгению Гришковцу было присвоено воинское звание «Старшина второй статьи» с формулировкой «за пропаганду российского флота»[30].